# Katenany

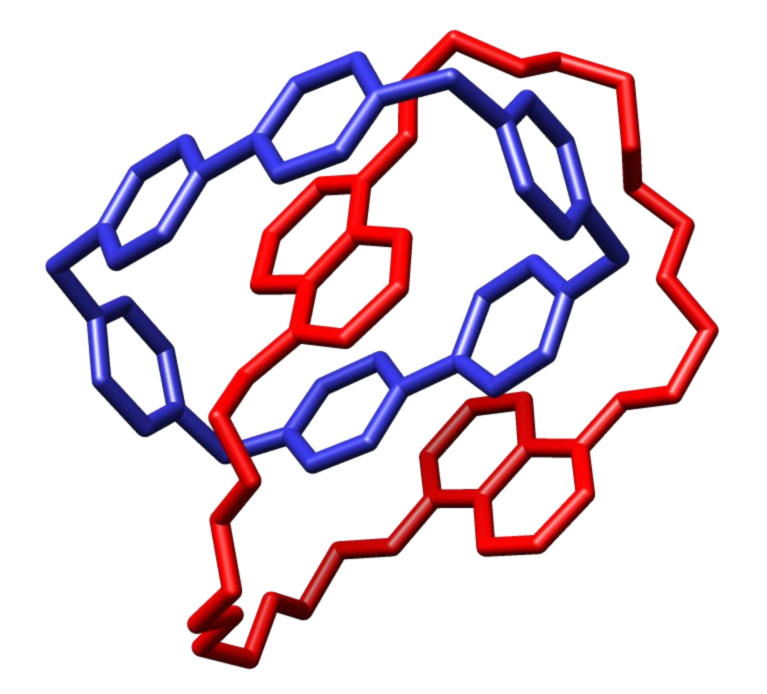
Przykładowa struktura prostego katenanu złożonego z dwóch splecionych z sobą związków cyklicznych

Katenany (łac. catena – łańcuch) – klasa związków chemicznych, których cząsteczki stanowią układ co najmniej dwóch niepowiązanych chemicznie indywiduów chemicznych o strukturze cyklicznej (makrocykli).  Cykliczne elementy katenanu są zatem związane mechanicznie, jak ogniwa łańcucha, co określa się mianem wiązania mechanicznego lub częściej wiązania topologicznego.
Szczególną cechą katenanów jest to, że tworzące je indywidua mogą nawzajem wokół siebie rotować. Zjawisko to jest wykorzystywane do otrzymywania na ich bazie przełączników cząsteczkowych i maszyn cząsteczkowych.